# Thäterstraße (Dresden)

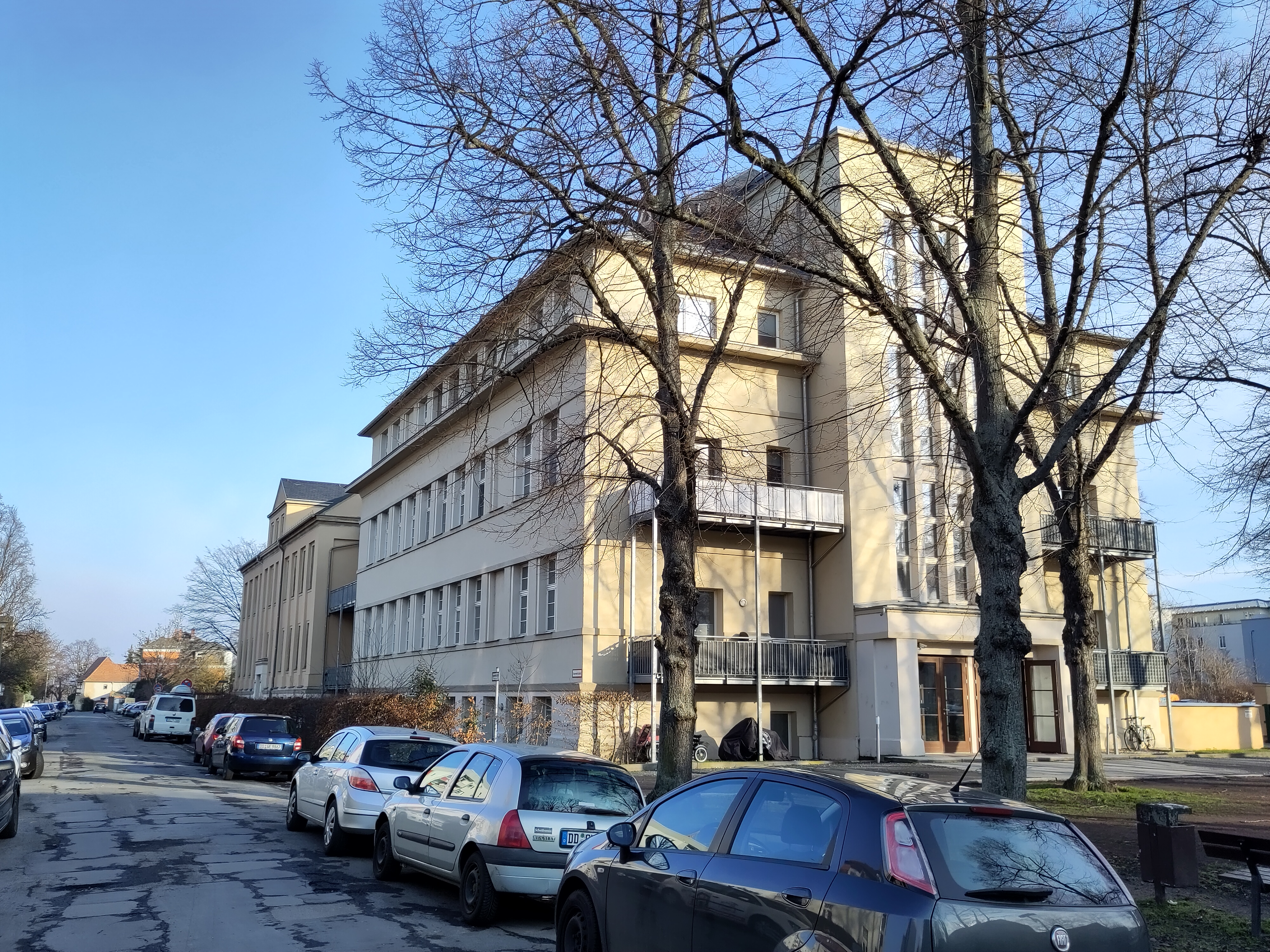
Thäterstraße 9, ehemalige 42. Grundschule

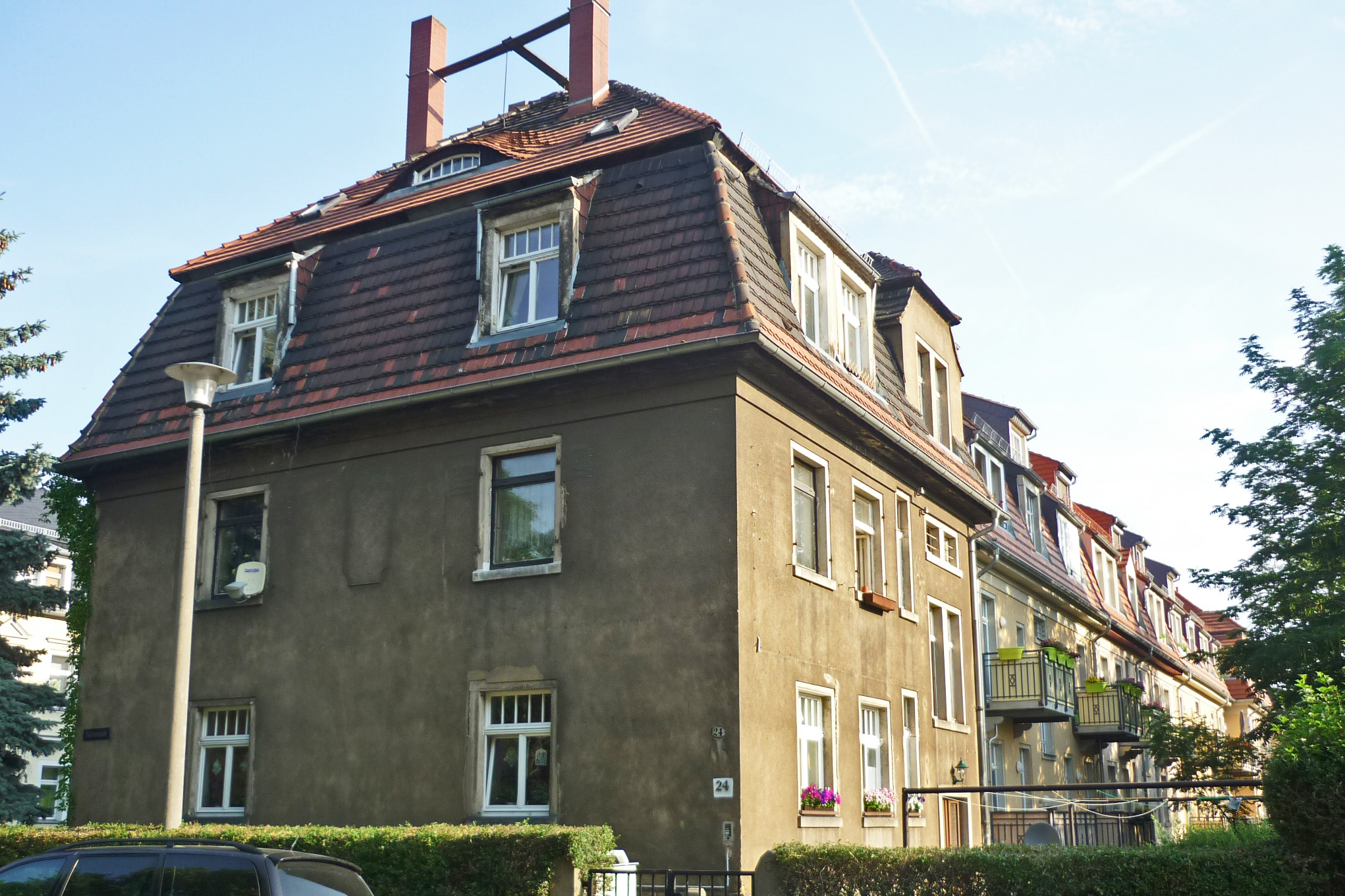
Thäterstraße 24

Die Thäterstraße ist eine circa 310 Meter lange Nebenstraße im Stadtteil Übigau in Dresden. Sie beginnt an der Einmündung von der Mengsstraße bis zur Rethelstraße in Richtung Elbe. Die Thäterstraße verläuft parallel mit der Overbeckstraße beziehungsweise Kaditzer -und Werftstraße.

## Geschichte
Ende des 19. Jahrhunderts bestimmte immer mehr die fortschreitende Industrialisierung die Strukturen des Ortes Übigau. Die selbstständige Gemeinde Übigau bildete ursprünglich mit Kaditz und Mickten einen gemeinsamen Schulbezirk. Die Straße wurde nach der alten Schule Schulstraße genannt. Mit der Eingemeindung am 1. Januar 1903 mussten einige Straßennamen umbenannt werden. Damit wurde am 1. Januar 1904 aus der Schulstraße die Thäterstraße, zu Ehren des ehemaligen in Dresden geborenen Kupferstechers Julius Cäsar Thäter.
Die damals noch selbständige Gemeinde errichtete in den Jahren 1896/1897 einen eigenen Schulbau (Kosten ca. 80.000 Mark) auf der Thäterstraße Nummer 9. Die Einweihung fand am 20. April 1897 statt. Im September des Jahres 1899 folgte ein Turnhallenneubau (1945 zerstört). Bereits in den Jahren 1899/1900 fanden Erweiterungsarbeiten am Schulbau statt. 1928 wurde die Schule, die 42. Volksschule, durch einen neuen, modernen Anbau erweitert und der ältere Teil gestalterisch überformt, womit die Schule weitestgehend ihr heutiges Aussehen erhielt. In diese Zeit ist auch die Gestaltung des Vorplatzes und Aufstellung des dreistufigen Brunnens zu datieren. Der Neubau war seinerzeit einer der modernsten Schulbauten in Sachsen und zugleich erster Schulneubau in Dresden nach dem Ersten Weltkrieg. In der DDR-Zeit erhielt die Schule den Namen Polytechnische Oberschule Herbert Blochwitz. Der Schulkomplex blieb bis zu seiner Schließung im Jahre 2000 durchgängig in Betrieb. Nach 2010 wurde das Gebäude zu Mietwohnungen umgebaut und 2012 bezogen. Es steht unter Denkmalschutz. Ebenso die Wohnanlage Thäterstraße Nummer 24. Die stadtbildprägende, um 1910 errichtete Wohnanlage an der Mengsstraße, bestehend aus fünf aneinandergereihten, zweigeschossigen Häusern mit ausgebauten Mansarddächern, bildet einen einheitlichen, der Straßenflucht folgenden Baukörper. Dieser wird lediglich an den Ecken zur Schwindstraße bzw. Thäterstraße durch bauliche Rücksprünge in seiner Kubatur aufgelockert. Baukünstlerisch wurden die Wohnhäuser an den jeweiligen Eingangsbereichen akzentuiert: Mengstraße Nummer 13 und 17 durch baulich überhöhte, putzsichtige Dreiecksgiebel und überdachte Haustüren akzentuiert, Mengstraße Nummer 15 durch Betonung der Dachebene mittels Anordnung einer Doppelgaube und markante, verblechte Überdachung der Eingangstür. Die ursprüngliche Einfriedung ist nur noch in Resten an der Nummer 13 und 15 erhalten. Die Enden der Gruppe weisen zur Schwindstraße (Schwindstraße 13) und zur Thäterstraße (Thäterstraße 24).

## Baumbestand der Thäterstraße
Durch die Umgestaltung der Straße wurden einige neue Baumpflanzungen getätigt. Die besonderen Wuchsformen, Ausprägungen und Verwachsungen unterschiedlichster Bäume und Gehölzen prägen die Thäterstraße / Ecke Mengsstraße. Der Baumbestand besteht aus dendrologischen Gehölzen der Tilia platyphyllos (Gewöhnliche Sommer-Linde).